# Alex Dujshebaev
Alex Dujshebaev Dobichebaeva (Santander, 17 de dezembro de 1992) é um handebolista profissional espanhol, medalhista olímpico.

## Carreira
Dujshebaev conquistou a medalha de bronze com a Seleção Espanhola de Handebol Masculino nos Jogos Olímpicos de Verão de 2020 em Tóquio, após derrotar a equipe egípcia por 33–31 na disputa pelo pódio. Nos Jogos Olímpicos de Verão de 2024, em Paris, conquistou a medalha de bronze no torneio masculino do handebol, após vencer confronto contra a equipe eslovena por 23–22 na disputa pelo terceiro lugar.